# EasyJet Europe
EasyJet Europe stylizováno jen jako easyJet je rakouská nízkonákladová letecká společnost, hlavní evropská pobočka britské nízkonákladové aerolinie easyJet. Byla založena 18. července 2017 jako reakce na brexit (odchod Spojeného království z Evropské unie), přičemž operace začala o dva dny později. Jedná se o druhou leteckou pobočku po easyJet Switzerland. Sídlí ve Vídni a hlavní základnu má na zdejším letišti.

## Flotila
[kdy?][zdroj?]
| Letoun          | V provozu | Objednávky | Kapacita |
| --------------- | --------- | ---------- | -------- |
| Airbus A319-100 | 34        | —          | 156      |
| Airbus A320-200 | 86        | —          | 180      |
| Airbus A320-200 | 86        | —          | 186      |
| Airbus A321neo  | 4         | —          | 235      |
| Celkem          | 124       | —          |          |